# Aspidifrontia radiata
Aspidifrontia radiata là một loài bướm đêm trong họ Noctuidae.